# Bala (Sankhuwasabha)
Bala – gaun wikas samiti we wschodniej części Nepalu w strefie Kośi w dystrykcie Sankhuwasabha. Według nepalskiego spisu powszechnego z 2001 roku liczył on 587 gospodarstw domowych i 3006 mieszkańców (1526 kobiet i 1480 mężczyzn).